# Alekseij Svirin
Alekseij Svirin, ruski veslač, * 15. december 1978, Moskva.
Svirin je za Rusijo nastopil na Poletnih olimpijskih igrah 2004 in 2008. V Atenah je kot član ruskega dvojnega četverca osvojil zlato medaljo.